# 光復隧道
光復隧道是台灣鐵路管理局臺東線位於萬榮至光復間的鐵路隧道。此隧道為河底隧道，穿越馬太鞍溪下方，又常稱作光復河底隧道，包含以下二座隧道：
- 光復隧道：第一代，1981年啟用之單線隧道。2013年10月24日起停用。全長2,356公尺。
- 光復隧道：第二代，使用中。2013年10月24日啟用之雙軌隧道，全長2,560公尺。

## 光復隧道（第一代）
第一代光復隧道為臺東線拓寬工程時新建之隧道，於1981年12月20日啟用，全長2,356公尺。
由於東部河川輸砂、堆積量高，馬太鞍溪進入花東縱谷後形成發達的沖積扇地形。東拓前舊台東線繞經沖積扇之扇頂並以橋梁方式跨越馬太鞍溪，不僅路線坡度較大，且因河床淤積速度過快，橋梁必須時常加高，對列車運行構成威脅。東拓新線為解決此問題，改採河底隧道方式穿越馬太鞍溪，除避免上述淤積問題外，並可降低坡度、改善迂迴線型。東拓工程中，因相同理由而興建的河底隧道尚有溪口隧道。
河底隧道主要施工方式，係利用冬季枯水期時將溪流改道，直接開挖河床興建隧道壁再回填（明挖覆蓋法），此工法為當時台灣首次採用。光復隧道除穿越馬太鞍溪外，並分別於南、北口附近通過台9線花東縱谷公路下方兩次。穿越公路部分採導坑法施作，以維持公路交通。
東改電氣化時，因第一代隧道為單線且淨空不足，決定於東側另建雙軌隧道（前述第二代隧道），並於2013年10月24日切換至新路線同時停用此隧道。

## 光復隧道（第二代）
第二代光復隧道於2013年10月24日啟用，全長2,560公尺。隧道全線為雙軌電氣化淨空。
本隧道為「花東線電氣化暨瓶頸路段雙軌化工程」改善項目之一，萬榮＝光復間原有之第一代光復隧道為單線隧道且淨空不足（後述），施作電氣化時將難以維持營運，故須新建符合標準之雙軌隧道。第二代光復隧道於2013年10月24日清晨切換路線通車。隧道內的軌道採用無道碴版式軌道，可容許電氣化列車以時速130km/h高速通過。
第二代光復隧道同樣為河底隧道，路線約在第一代隧道東側30公尺處平行布設，並改善北口路段曲線線型。隧道施工方法以明挖覆蓋法為主，局部穿越堤防等部分採用鑽掘工法施工。通過台9線下方路段的施工期間，公路一度繞行臨時便道，以利明挖覆蓋法作業。

## 外部連結
- 花東電氣化計畫（鐵路改建工程局）（页面存档备份，存于）
- http://homipage.cocolog-nifty.com/map/2008/09/post-0728.html（页面存档备份，存于）